# 卡加拉斯卡島
卡加拉斯卡島是美國的島嶼，位於太平洋海域，屬於安德烈亞諾夫群島的一部分，由阿拉斯加州負責管轄，長14公里、寬11公里，面積164平方公里，島上無人居住。
51°48′06″N 176°21′28″W / 51.80167°N 176.35778°W